# Deutscher Tischeishockey-Verband
Der Deutsche Tischeishockey-Verband (DTEV) ist der offizielle Dachverband für Tischeishockey in Deutschland und Gründungsmitglied der International Table Hockey Federation. Er wurde im April 1995 als Interessengemeinschaft deutscher Tischeishockey-Vereine gegründet und wird seit dem Jahr 2019 als gemeinnütziger Verein geführt.

## Aufgaben
- Koordination des Spielbetriebs auf nationaler Ebene
- Durchführung und Organisation der höchsten nationalen Turnierserie von drei bis 6 DTEV-Turnieren im Jahr, darunter die Deutsche Meisterschaft. Herausgabe einer nationalen Rangliste basierend auf den Turnierergebnissen. Diese ist ausschlaggebend für die Qualifikation zu internationalen Meisterschaften (WM und EM)
- Vertretung der Interessen der deutschen Tischeishockey-Spieler in der ITHF
- Pflege und Ausbau des Tischeishockey-Sports in Deutschland

## Struktur

### Leitung
Die Organe sind der Vorstand und die Mitgliederversammlung. Diese findet nach Möglichkeit im ersten Quartal eines jeden Jahres im Rahmen der Deutschen Meisterschaft statt. Der Vorstand wird durch die Mitgliederversammlung gewählt.

### Mitgliedschaft
Die Teilnahme an Turnieren des DTEV steht grundsätzlich allen Interessierten offen. Eine Mitgliedschaft ist jedoch für das Recht relevant, an der Mitgliederversammlung teilnehmen zu dürfen, sowie für die Berechtigung, Deutschland bei einer Europa- oder Weltmeisterschaft im Tischeishockey zu vertreten.

## Geschichte

### Vorgeschichte
Seit wann Tischeishockey in Deutschland gespielt wird, ist unklar. Es gibt Vereinigungen, wie den 1. TEC Berlin 1982, die angeben, seit mehr als 20 Jahren zu spielen. Einen organisierten überregionalen Spielbetrieb gibt es seit der am 6. Juni 1993 ausgetragenen 1. Deutschen Meisterschaft in Königswinter. Die ersten Hochburgen waren Bonn, Wilhelmshaven und Hamburg.

### Das erste Jahrzehnt nach der Gründung 1995
Das wachsende Interesse führte zur Gründung des DTEV am 2. April 1995 in Bremen. Neben den genannten Zentren entstanden und vergingen weitere Milieus u. a. in Bremen, Braunschweig und Leipzig.
Besonders charakteristisch für den Verband und die deutsche Szene war das Selbstverständnis, dass die gemeinsame Leidenschaft sich um ein „Spielzeug für Erwachsene“ drehe. In diesem Punkt stimmte man überein mit dem Milieu in Österreich, unterschied sich aber deutlich von den Auffassungen anderer Verbände. Exemplarisch dafür war und ist die Verwendung von Pseudonymen für Spieler im Verband.
Sinnbild der Ordnung des DTEV war Frank Uwe Walli Walpurgis, der das bis zu seinem Rücktritt 2004 existente Amt des Verbandspräsidenten innehatte. Seinem Schaffen standen die anarchischen Vorstellungen anderer Aktiver entgegen, die durch ihr Engagement ebenfalls tragende Rollen im Verband spielten. Bemerkenswert ist der Erfolg des Modells, der in der Ausrichtung der Weltmeisterschaft 1999 in Wilhelmshaven gipfelte.

### Entwicklungen ab 2005
Rein zeitlich ging mit dem vorläufigen Karriereende Wallis das schleichende Fernbleiben der besten Spieler einher. Trotz des Auftauchens neuer Milieus in Berlin, Düsseldorf, Frankfurt und dem Sauerland befand sich der Verband in einer Phase der Umstrukturierung, da die anarchischen und demokratischen Vorstellungen innerhalb des Verbandes konkurrierten. Trotz aller Umbrüche konnte der Verband als einer der größeren im Jahr 2005 den internationalen Verband ITHF mitgründen. Anfang 2012 wurde Gerrit Bull Janssen von den Vertretern der damaligen Interessengemeinschaften zum Vorsitzenden ernannt und übernahm bis zu seinem Rücktritt Ende 2017 die Leitung des Verbandes.

### Aktuell
Als der Verband erneut mit der Führungslosigkeit konfrontiert war, begründeten die einzelnen Interessengemeinschaften auf den Deutschen Meisterschaften in Lahr 2018 eine siebenköpfige Interimsleitung, welche u. a. die Überführung des Verbandes in einen gemeinnützigen, eingetragenen Verein zum Ziel hatte. In der Gründungsversammlung am 10. November 2018 in Hagen und der Wahl von Ralph Pommerenke, Wolfgang Abshagen und Elias Klimek in den Vorstand, mündete die Arbeit der Interimsleitung. Seit März 2019 ist der DTEV e.V. im Vereinsregister der Stadt Frankfurt am Main eingetragen.

## Turniere
Der DTEV ist Ausrichter nationaler Turniere und entsendet eine Auswahl von Spielern zu internationalen Meisterschaften.

### DTEV-Turniere
Inklusive der nachträglich als offiziell erklärten Turniere wurden seit 1991 101 DTEV-Turniere ausgerichtet. Das entspricht einem Schnitt von über drei Turnieren jährlich. Hochphasen stellen dabei die Jahre 1994 und 1995 mit u. a. drei Turnieren mit je etwa 60 Teilnehmenden sowie die Jahre 2002 bis 2005 mit durchschnittlich fünf Turnieren dar. Erfolgreichster Spieler aller Zeiten ist dabei Der Professor mit 18 Finalteilnahmen. Seit 2006 ist der DTEV mit den Berlin Open als Ausrichter bei der ITHF World Table Hockey Tour vertreten. Aktuell finden jährlich sechs DTEV-Turniere statt.

### Deutsche Meisterschaften
Eine Teilmenge der DTEV-Turniere stellen die Deutschen Meisterschaften dar. Deutsche Rekordmeister sind Der Professor mit fünf und „der Joe“ mit sieben Titeln in der Einzelwertung. Die Schlicktown Arctic Veteranos sind mit ebenfalls sieben Titeln Deutscher Rekordmeister in der Teamwertung.

### Internationale Meisterschaften
Die Anzahl der Spieler, die jeder nationale Verband zu einer internationalen Meisterschaft entsenden darf, variiert je nach Wettbewerb oder Status (der Ausrichter darf mehr Spieler entsenden). In der Regel darf ein Verband acht Spieler für die offene Einzelwertung einer WM und zehn Spieler bei einer EM nominieren. Daneben gibt es Wertungen für Damen, Junioren (u13 und u18), Veteranen (ü40 und ü50) und Teams.
Im DTEV entscheidet die DTEV-Rangliste über die Qualifikation, die anhand der letzten DTEV-Turniere errechnet wird.

## Wichtige Vereine und Spieler
Im Folgenden werden deutsche Vereine kurz vorgestellt, die Deutsche Meister-Titel in der Teamwertung errangen oder deren Spieler Deutsche Meister wurden oder den DTEV bei internationalen Meisterschaften vertraten.

### Eismaschine Hamburg
- Erfolgreichster deutscher Klub
- 11 Deutsche Meister-Titel
- 5 im Team
- Der Professor: 5 Deutsche Meisterschaften (1994, 1996, 1997, 2000, 2001), weitere 7 Siege bei DTEV-Turnieren, 4 WM-Teilnahmen (1995, 1997, 2001, 2003), von 1995 bis 2004 60 Monate (davon 45 ununterbrochen) lang als bester deutscher Spieler in der Weltrangliste geführt
- Graf Zahl: 1 Deutsche Meisterschaft (1995), weitere 6 Siege bei DTEV-Turnieren, 6 WM-Teilnahmen (1993, 1995, 1997, 1999, 2001, 2003), von 1994 bis 2005 63 Monate lang als bester deutscher Spieler in der Weltrangliste geführt
- Betze: 5 Siege bei DTEV-Turnieren, 4 WM-Teilnahmen (1993, 1995, 1997, 1999), 1993 1 Monat lang als bester deutscher Spieler in der Weltrangliste geführt

### TEC Königswinter
- aufgelöst, Neugründung 2004
- 1 Deutscher Meister-Titel im Team (1993)
- Kiaser: 2 WM- und EM-Teilnahmen (1990, 1993)
- Ehemalige bei Rama: Der Joe
- Ehemalige bei Rheinachse: Hämma, Rex, Doc Heider

### Rama-Club Bonn
- Nachfolgeklub des TEC Königswinter
- 8 Deutsche Meister-Titel
- 2 im Team (2004, 2009)
- Der Joe: 5 Deutsche Meisterschaften (1993, 1998, 2003, 2005, 2009), weitere 3 Siege bei DTEV-Turnieren, 8 WM- und EM-Teilnahmen (1990, 1993, 1995, 1997, 1999, 2001, 2003, 2005), von 1993 bis 2005 18 Monate lang als bester deutscher Spieler in der Weltrangliste geführt
- Flo: 1 Deutsche Meisterschaft (1999), 1 WM-Teilnahme (2001)
- Jo41: 1 Deutsche Meisterschaft (2004), 1 weiterer Sieg bei DTEV-Turnieren, 2 WM-Teilnahmen (2001, 2003)
- Dr. Doom: 1 WM-Teilnahme (2005)
- Jupp Zupp: 1 WM-Teilnahme (2005)

### 1. TEC Wilhelmshaven e. V.
- 2 Deutsche Meister-Titel im Team
- Walli: 3 WM-Teilnahmen (1995, 1997, 2001)
- Armonies: 1 WM-Teilnahme (1999)
- Don Pedro: 1 WM-Teilnahme (1999)

### Schlicktown Arctic Veteranos
- 7 Deutsche Meister-Titel im Team (2007, 2010, 2011, 2012, 2013, 2014, 2015)
- Bull Gerrit: 6 WM- und EM-Teilnahmen (1997, 1999, 2009, 2011, 2012, 2013) zwei Siege bei DTEV-Turnieren, 2 × Deutscher Veteranen Meister
- Classic Brunske: 10 WM- und EM-Teilnahmen (1999, 2008, 2009, 2011, 2012, 2013, 2015, 2016, 2017, 2018), 2 × Deutscher Veteranen Meister, 1 × Deutscher Meister, ein Sieg bei DTEV-Turnieren
- Fury: 7 WM- und EM-Teilnahmen (2008, 2009, 2011, 2013, 2015, 2017, 2018)
- Lola: 2 WM-Teilnahmen (2013, 2015)

### VfP Friesland
- 4 Deutsche Meister-Titel
- 2 im Team (2005, 2006)
- Box Albers: 3 Deutsche Meisterschaften (2002, 2007, 2010, 2013), ein weiterer Sieg bei DTEV-Turnieren, 6 WM- und EM-Teilnahmen (1997, 1999, 2001, 2003, 2005, 2008), von 2005 bis 2006 12 Monate lang als bester deutscher Spieler in der Weltrangliste geführt
- Altobelli: 1 WM-Teilnahme (2003)
- Cowboy: 5 WM- und EM-Teilnahmen (2005, 2007, 2008, 2009, 2011), ein Sieg bei DTEV-Turnieren, war von 2007 bis 2009 als bester deutscher Spieler in der Weltrangliste geführt
- Big Aden: 4 WM- und EM-Teilnahmen (2007, 2008, 2009, 2011)
- Mad Max (MaxRichter): 1 WM-Teilnahme (2009), Deutscher Junioren Meister 2010

### Elze 92
- Don Bendin: 1 WM-Teilnahme (1999)

### Rheinachse
- Fusion 2003 von Kampfschweine Köln und Ehemaligen des TEC Königswinter
- 2 Deutsche-Meister-Titel
- 1 im Team (2003)
- Funky: 1 Deutsche Meisterschaft (2006), 1 weiterer Sieg bei DTEV-Turnieren, 1 WM-Teilnahme (2003)
- Honka: 3 Siege bei DTEV-Turnieren, 1 WM-Teilnahme (2003), 2005 2 Monate lang als bester deutscher Spieler in der Weltrangliste geführt
- Rex: 2 WM-Teilnahmen (1993, 1999) für Königswinter
- Hämma: 4 WM-Teilnahmen (1993, 1995, 1999, 2001) für Königswinter
- Doc Heider: 3 WM-Teilnahmen (1993, 1995, 1999) für Königswinter
- Jimi: 3 Siege bei DTEV-Turnieren, 7. der World Junior Championships 2003

### Satyrion Berlin
- Gegründet 2003
- 2 Deutsche Meister-Titel
- 1 im Team (2008)
- Slow Hand: 9 WM- und EM-Teilnahmen (2008, 2009, 2011, 2012, 2013, 2014, 2015, 2016, 2017), 1 Deutsche Meisterschaft (2011)
- Tim Frost: 1 Deutsche Meisterschaft (2008), 1 weiterer Sieg bei DTEV-Turnieren, 7 WM- und EM-Teilnahmen (2005, 2006, 2007, 2008, 2009, 2011, 2014), von 2006 bis 2007 10 Monate lang als bester deutscher Spieler in der Weltrangliste geführt
- Fast Hand: 5 WM- und EM-Teilnahmen (2013, 2014, 2016, 2017, 2018), 2018 Bronzemedaille in der Juniorenwertung (größter Erfolg des deutschen Tischeishockey bisher)
- Star Fleet: 3 WM- und EM-Teilnahmen für Großbritannien (2006, 2007, 2011), seit 2006 als bester britischer Spieler in der Weltrangliste geführt

### Frankfurt Gothers
- Gegründet 2003
- Sitting Bull: 2 WM-Teilnahme (2005/2013)
- Cocky: 2 WM-Teilnahme (2005/2013)

### Hannover Sputniks
- Michel: 1 WM-Teilnahme (2007, außerdem 1999 und 2001 für Russland)

### 1. TEC Traktor Sauerland
- Hermd: 1 WM-Teilnahme (2007)

### Altbier-Team Düsseldorf
- Zurzeit größtes deutsches Team mit über 80 in der Weltrangliste geführten Spielern (Stand Feb. 2009)
- Fabian: 1 Deutsche Junioren-Meisterschaft (2007)
- Sascha K.: 1 Deutsche Junioren-Meisterschaft (2009)